# Donga (Benin)
9°42′N 1°36′Ø / 9.7°N 1.6°Ø
Donga er et departement i Benin. Det ligger centralt  i den vestlige del af landet og grænser til departementetrne Atakora, Borgou og Collines, det grænser også til landet Togo mod vest. Donga blev oprettet etter reformen i 1999, da de oprindelige seks departmenter blev inddelt  i tolv nye departementer; før 1999, var Donga en del af departementet Atakora. 

## Administrativ inddeling
Donga er inddelt i fem kommuner. 
1. Bassila
2. Copargo
3. Djougou Rural
4. Djougou
5. Ouaké